# Římskokatolická duchovní správa u kostela sv. Maří Magdalény, Brno
Římskokatolická duchovní správa u kostela sv. Maří Magdalény, Brno je územním společenstvím římských katolíků v rámci brněnského děkanství brněnské diecéze. Tvoří součást farnosti Brno-svatých Janů.

## Historie duchovní správy

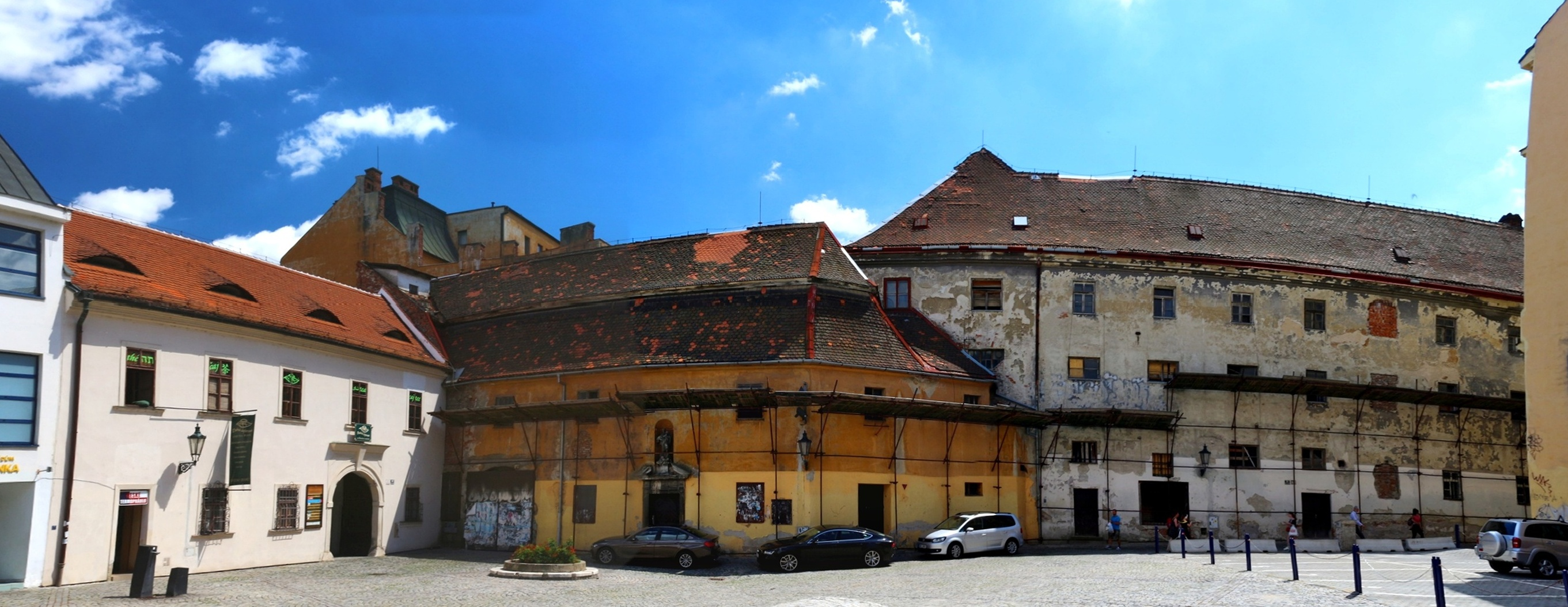
Bývalý františkánský klášter na Římském náměstí

Historie kostela svaté Maří Magdalény je spojena s dějinami kláštera františkánů, který stával před městskými hradbami. Klášter vznikl roku 1451 poblíž Židovské brány po vyhnání Židů z Brna za Ladislava Pohrobka, při něm stál kostel svatého Bernarda Sienského a proto se mnichům říkalo bernardini. Když v roce 1643 hrozilo Brnu švédské obležení, byl klášter s kostelem z obranných důvodů stržen a spálen. Řeholníci se přestěhovali do Brna, kde jim byl přidělen kostel svaté Maří Magdalény.
Kostel stojí v místech bývalé židovské čtvrti. Na jeho místě stávala ještě v 1. polovině 15. století synagoga. Židé byli nařízením krále Ladislava Pohrobka vykázáni. Opuštěná synagoga byla proto asi roku 1454 přeměněna na kostelík sv. Maří Magdaleny. Ten byl v letech 1651–1654 přestavěn na nynější kostel.
V roce 1656 žilo v klášteře 55 mnichů. Bylo zde františkánské řádové učiliště a bernardini měli pověst výborných kazatelů. Dne 31. května 1787 byl klášter na základě církevních reforem císaře Josefa II. zrušen a kostel povýšen na farní. Klášterní budova připadla z větší části vojsku, menší část sloužila potřebám farnosti. Farnost byla v roce 1914 přesunuta k nově postavenému kostelu Neposkvrněného početí Panny Marie v Křenové ulici.
V roce 1912 brněnský biskup Pavel Huyn usadil při kostele řeholníky Kongregace Nejsvětější Svátosti – eucharistiány. Ti zde založili pravidelný eucharistický výstav (adoraci) a zůstali ve vedení kostela až do doby vlády komunistů, kteří zakázali jejich přímou činnost, a klášter zrušili. Posledním knězem této kongregace zde působícím, byl P. František Dvořák, který zemřel v roce 1975.

## Po roce 1989
Až do roku 1990 spravovali kostel diecézní kněží. Začátkem 90. let 20. století požádal brněnský biskup Mons. Vojtěch Cikrle, aby na působení eucharistiánů navázali petrini. Ti zde působili až do roku 2007. Vyhledávaný byl zejména zpovědník a kazatel P. Vojtěch Antonín Jeniš, který byl také generálním představeným kongregace.

## Duchovní správci
Duchovním správcem (rektorem) byl od října 2011 do listopadu 2014 Mons. František Koutný.Od prosince 2014 byl rektorem kostela ICLic.Mgr. Jaroslav Čupr. Od 1. února 2024 byl správcem (rektorem kostela) Mons. ThLic. Václav Slouk, Th.D., kterého 1. srpna 2025 vystřídal R. D. Vojtěch Loub.

## Bohoslužby
| Kostel               | Místo      | Bohoslužba                                       | Poznámka                                                             |                   |
| -------------------- | ---------- | ------------------------------------------------ | -------------------------------------------------------------------- | ----------------- |
| svaté Maří Magdalény | Brno-střed | neděle pondělí úterý středa čtvrtek pátek sobota | 7.00, 8.30, 10.15 (řeckokatolická liturgie), 18.00 7.00, 8.30, 18.00 | rektorátní kostel |

## Aktivity
V rámci Roku víry byla v kostele v září 2013 zavedena od pondělí do pátku v době od 9.00 do 16.30 stálá zpovědní služba. Věřící se mohou v této době setkat se v nové zpovědní místnosti s knězem a přijmout svátost smíření, nebo využít nabídky k duchovnímu rozhovoru či modlitbě. V kostele zároveň probíhá výstav Nejsvětější svátosti oltářní.
Od pondělí 17. června 2019 bude minimálně do konce srpna kostel z technických důvodů uzavřen. V tomto období zde budou zrušeny obvyklé bohoslužby a některé budou přesunuty do kapucínského kostela Nalezení Svatého kříže v Brně (Kapucínské náměstí), a to takto: ve všední dny v 8.30 hodin, v neděli v 7.00 a v 8.30 hodin. Stálá zpovědní služba a celodenní výstav Nejsvětější svátosti se budou do konce srpna konat v pracovní dny od 9.00 do 16.30 hodin také mimořádně v kostele Nalezení Svatého kříže v Brně (u kapucínů).